# Dany Nounkeu
Dany Nounkeu, né le 11 avril 1986 à Yaoundé, est un footballeur international camerounais évoluant au poste de défenseur central dans le club djiboutien de l'AS Arta/Solar7.

## Biographie
Dany Nounkeu commence sa carrière dans le club camerounais du Collège Vogt Atletic de Yaoundé. Puis il arrive en France où son premier club est l'AF Laxou Sapinière, situé en banlieue de Nancy. Il y joue une demi saison en -18 ans, au poste de milieu offensif, avant d'être repéré en 2005 par le FC Metz qui lui fait signer un contrat stagiaire de deux ans au mois de juillet. 
En novembre 2005, il est appelé pour la première fois en équipe nationale du Cameroun par le sélectionneur Winfried Schäfer, qui manque cruellement de joueurs à son poste à la suite de diverses blessures et suspensions. 
Malgré tout, le FC Metz ne le conserve pas et il s'engage en 2007 au CSO Amnéville en CFA 2. En juillet 2008, il rejoint le Pau FC en CFA, où il se fait remarquer par plusieurs clubs de Ligue 1 et de Ligue 2.
Le 5 juin 2009, il signe enfin son premier contrat professionnel d'une durée de deux ans avec le Toulouse FC.
Le 2 septembre 2010, il signe à Gaziantepspor en Turquie un contrat de trois saisons. Le 8 juin 2012, il signe à Galatasaray, toujours en Turquie, pour un contrat de quatre saisons. Fin décembre 2013, il est prêté six mois à Beşiktaş.
Il devient titulaire lors de la saison 2012-13 au côté de Semih Kaya. La saison suivante, il perd sa place au profit de son compatriote, Aurélien Chedjou. Le 23 octobre 2013, il débute en tant que latéral gauche contre le FC Copenhague, où il fera une passe décisive.
Fin août 2014, il est prêté à Grenade. N'entrant pas dans les plans de l'entraineur, il n'y disputera qu'un match avant de résilier son contrat en janvier 2015, ceci afin d'être de nouveau prêté, cette fois en France, le 22 janvier, à l'Evian Thonon Gaillard FC. Le 4 avril 2015, face à l'OGC Nice, il est promu capitaine à la suite de l'absence d'Olivier Sorlin lors de son neuvième match sous les couleurs du club savoyard. Lors de cette rencontre, il inscrit également son premier but en Ligue 1 (2-2, 31e journée).
Le 30 juillet 2015, il signe pour une durée de trois ans dans le club turc de Bursaspor. Un an plus tard il change de club et rejoint le club turc de Karabükspor alors promu en Süper Lig.
Libre de tout contrat depuis son départ d'Akhisar Belediyespor, il s'engage en décembre 2020 avec le club djiboutien d'Arta Solar 7 où évolue son compatriote Alexandre Song. Dès sa première saison, il réalise le doublé Coupe - Championnat. Il entre ainsi dans l'histoire du football djiboutien avec le club car cette performance était jusqu'alors inédite.

## Palmarès
- Gaziantepspor
  - Vainqueur de la Coupe Spor Toto (de)[8] en 2012

- Galatasaray SK
  - Champion de Turquie en 2013
  - Vainqueur de la Supercoupe de Turquie en 2012 (en) et 2013 (en)
  - Vice-champion de Turquie en 2014
  - Vainqueur de la Coupe de Turquie en 2014 (en) (ne dispute pas la finale)

- Akhisar Belediyespor
  - Vainqueur de la Coupe de Turquie en 2018